# Isabel Ovín Camps
Isabel Ovín Camps (Carmona, 18 de abril de 1887−1972) fue la primera mujer licenciada en química en España en 1917.

## Trayectoria
Sus padres Purificación y Vicente fueron maestros. Su padre murió cuando ella tenía corta edad. Su madre se colocó de dama de compañía de la marquesa de las Torres y, después, de las hijas de Gregorio Marañón. Ovín encontró en estos espacios la atmósfera adecuada para sus inquietudes intelectuales. Pasado unos años, regresa a Carmona con su madre y ésta funda un colegio. Ovín estudió en la Escuela Normal Superior de Maestras de Sevilla, donde obtuvo matrícula de honor en todas las asignaturas, y continuó en Magisterio Nacional en 1919, estudios que finalizó con matrícula de honor.
Se matriculó en Ciencias Químicas en la Universidad de Sevilla en 1913, junto con otras dos mujeres, en un año en el que se matricularon 152 hombres. Al año siguiente fue la única mujer que continuaría en esa licenciatura. Tras finalizar sus estudios en 1917, tuvo la intención de viajar a Madrid para obtener la Cátedra, hecho que se vio truncado tras la muerte de su madre. Continuó  trabajando en Carmona, primero como profesora particular y posteriormente en el Centro del Arquillo de San Felipe. En su trayectoria como maestra, llegó a ser directora del Instituto Murillo de Sevilla entre los años 1941 y 1945.
Ovín fue la primera mujer concejala del Ayuntamiento de Carmona entre 1927 y 1929 y formó parte de la Comisión de Instrucción Pública Municipal. Escribió artículos de prensa sobre educación, publicados en La Voz de Carmona (1926-1929). Según su alumnado, fue una profesora de inteligencia privilegiada. Entre sus alumnos, destaca el bioquímico y farmacéutico Manuel Losada Villasante, Premio Príncipe de Asturias de Investigación y Técnica. Dolores Roldán, una alumna suya, recordaba que estaba muy preocupada por la educación de las niñas.

## Reconocimientos
El 18 de julio de 1954, el Ministerio de Educación Nacional le concedió la Cruz de Alfonso X el Sabio. Como otra muestra del reconocimiento a su memoria, la primera asociación de mujeres de Carmona se llamó "Isabel Ovín" en su honor, a sugerencia de su alumna Dolores Roldán. Además, el área de Cultura del Ayuntamiento de Carmona, la Biblioteca Municipal José María Requena y la Asociación de Mujeres Isabel Ovín convocan anualmente el Concurso de Cuentos y Poesías "Isabel Ovín".
Sus restos se encuentran en el panteón de carmonenses ilustres en el cementerio San Teodomiro de Carmona desde 2014.